# Esporte Clube Pinheiros (Paraná)
O Esporte Clube Pinheiros foi um clube esportivo brasileiro, com sede na cidade de Curitiba, no estado do Paraná. O clube foi extinto em 1989, quando se fundiu com o Colorado Esporte Clube, pra dar origem ao Paraná Clube.
Fundado no dia 14 de julho de 1914, por membros da colônia italiana de Curitiba (mais precisamente do bairro Água Verde), com o nome Savoia Football Club, passou a se chamar Esporte Clube Pinheiros em 12 de agosto de 1971, depois de se chamar Esporte Clube Água Verde por alguns anos. Seu uniforme era constituído de camisa azul, calção e meias brancas. Juntamente com o Colorado Esporte Clube, originou o Paraná Clube.

## História
O clube nasceu, como Pinheiros, em  12 de agosto de 1971, por plebiscito, quando modificou o nome para Esporte Clube Pinheiros, do antigo Esporte Clube Água Verde.
O Pinheiros inaugurou a Vila Olímpica do Boqueirão (Estádio Érton Coelho Queiroz), em jogo contra o Coritiba, válido pelo Campeonato Paranaense de 1983, quando ganhou por 1 a 0, com um gol de cobrança de falta de Toninho Vieira.
A história do Pinheiros termina no dia 19 de dezembro de 1989, quando o clube se uniu ao Colorado Esporte Clube, dando origem ao Paraná Clube.

## Títulos
| ESTADUAIS  | ESTADUAIS                          | ESTADUAIS | ESTADUAIS                           |
| Competição | Competição                         | Títulos   | Temporadas                          |
| ---------- | ---------------------------------- | --------- | ----------------------------------- |
|            | Campeonato Paranaense              | 3         | 1967 (como Água Verde), 1984 e 1987 |
|            | Campeonato Paranense - Série Prata | 2         | 1915 (como Savoia) e 1982           |

### Campanhas de destaque
| Esporte Clube Pinheiros | Esporte Clube Pinheiros | Esporte Clube Pinheiros          | Esporte Clube Pinheiros                            | Esporte Clube Pinheiros |
| Torneio                 | Campeão                 | Vice-campeão                     | Terceiro colocado                                  | Quarto colocado         |
| ----------------------- | ----------------------- | -------------------------------- | -------------------------------------------------- | ----------------------- |
| Campeonato Paranaense   | 3 (1967, 1984, 1987)    | 5 (1922, 1925, 1985, 1986, 1988) | 8 (1916, 1924, 1943, 1945, 1949, 1951, 1953, 1980) | 2 (1921, 1960)          |

### Outras Conquistas
- Taça José Milani: 1973.
- Taça Cidade de Curitiba / Troféu Clemente Comandulli 1977.

## Temporadas

### Participações
| Competição | Competição            | Temporadas | Melhor campanha       | Estreia | Última | P | R |
| Paraná     | Campeonato Paranaense | 16         | Campeão (1984 e 1987) | 1972    | 1989   |   | 1 |
| Paraná     | Segunda Divisão       | 1          | Campeão (1982)        | 1982    | 1982   | – | – |
| Brasil     | Campeonato Brasileiro | 2          | 33º colocado (1985)   | 1981    | 1985   |   | – |
| Brasil     | Série B               | 4          | 9º colocado (1984)    | 1984    | 1989   | – | – |
| Brasil     | Copa do Brasil        | 1          | 1ª fase (1989)        | 1989    | 1989   |   |   |